# Le Corbeau (film, 1943)
Pour les articles homonymes, voir Le Corbeau.
Pour plus de détails, voir Fiche technique et Distribution.
Le Corbeau est un film français réalisé par Henri-Georges Clouzot, sorti en 1943.
Dans une petite ville de province, certains habitants reçoivent des lettres anonymes diffamatoires, en particulier à l'encontre d'un médecin de la ville, le docteur Germain (Pierre Fresnay), accusé par ces lettres, signées d'un mystérieux « Le Corbeau », de pratiquer des avortements clandestins. L'incertitude quant à l'auteur des lettres finit par entraîner des violences.
Outre sa qualité intrinsèque, ce film est notable pour avoir causé de sérieux problèmes à Clouzot à la Libération. En effet le film est produit par la Continental Films, une société de production française à capitaux allemands créée le 1er octobre 1940 par Alfred Greven à la demande de Joseph Goebbels. De plus, le film fait référence aux lettres anonymes, courantes sous l'Occupation. Par conséquent, celui-ci est perçu par la Résistance et la presse communiste de l'époque comme une tentative pour dénigrer le peuple français.
Pour ces raisons, Clouzot est d'abord banni à vie du métier de réalisateur en France et le film est interdit, deux interdictions finalement levées en 1947 à l'initiative de Pierre Bourdan, ministre de la Jeunesse, des Arts et des Lettres.
Le film a fait l’objet d'une reprise avec La Treizième Lettre (The 13th Letter) d'Otto Preminger (1951).

## Synopsis

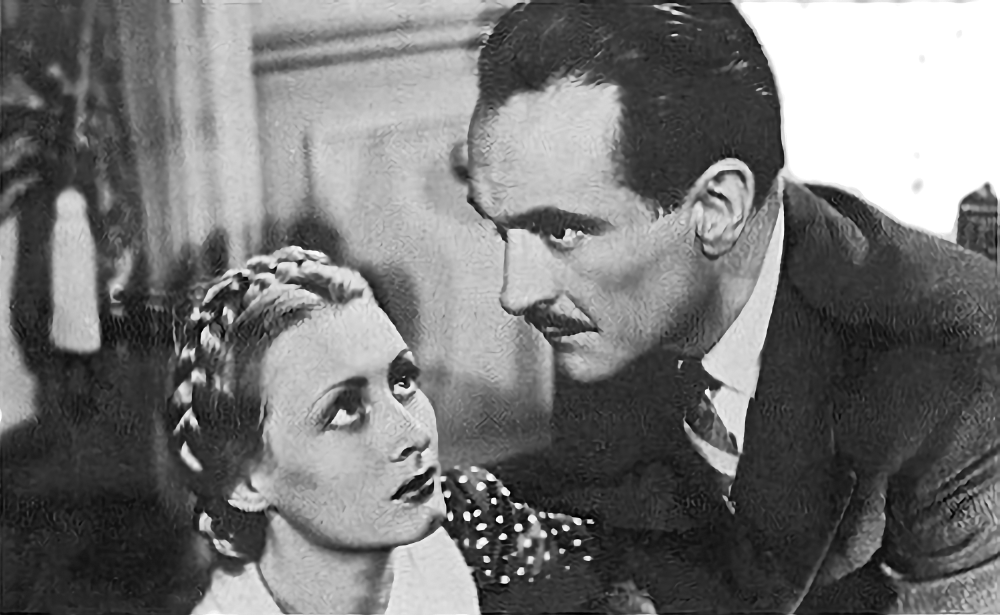
Micheline Francey (Laura Vorzet) et Pierre Fresnay (Rémi Germain) dans le film.

Les notables de Saint-Robin, petite ville française de la province ou de la grande banlieue parisienne, commencent à recevoir des lettres anonymes signées « Le Corbeau » au contenu calomnieux. 
Ces calomnies se portent d'abord sur le docteur Rémi Germain, accusé de pratiques abortives et d'entretenir une liaison adultère avec Laura Vorzet (l'épouse du docteur Michel Vorzet, un psychiatre expert en anonymographie), puis sur d'autres personnes de la ville.
Les choses se gâtent lorsque François, l'un des patients cancéreux du docteur Germain, se suicide d'un coup de rasoir sur son lit d'hôpital, une lettre lui ayant révélé que son cancer était en phase terminale.
Le docteur Germain enquête pour démasquer le mystérieux « corbeau ». Tour à tour, plusieurs personnes sont soupçonnées. Le docteur Germain finit par découvrir son identité peu après l'assassinat de celui-ci par la mère de François.

## Fiche technique
- Titre : Le Corbeau
- Réalisation : Henri-Georges Clouzot
- Scénario : Louis Chavance, d'après un fait divers authentique qui s'est déroulé à Tulle de 1917 à 1922
- Adaptation et dialogues : Louis Chavance, Henri-Georges Clouzot
- Images : Nicolas Hayer
- Assistant réalisateur : Jean Sacha
- Cadreur : Jacques Lemare
- Décors : André Andrejew et Hermann Warm (non crédité)
- Musique : Tony Aubin
- Montage : Marguerite Beaugé (non créditée)
- Son : William-Robert Sivel, procédé Western Electric
- Photographe de plateau : Henri Pecqueux
- Régisseur : Marcel Byrau, Paul Polty
- Producteurs : René Montis et Raoul Ploquin (non crédités)
- Société de production : Continental Films
- Société de distribution : Films sonores Tobis
- Pays d'origine :  France
- Format : noir et blanc - 35 mm - 1,37:1
- Tournage : à partir du 10 mai 1943, Montfort-l'Amaury (Yvelines, 78) et dans les studios de Neuilly et de Billancourt
- Genre : Film dramatique, Film policier
- Durée : 92 minutes (1 h 32)
- Dates de sortie : 
  - France : 28 septembre 1943
  - États-Unis : 23 février 1948
  - Allemagne : 6 mars 1972 sur la première chaîne de télévision
- Affiche : Jacques Bonneaud (France)

## Distribution

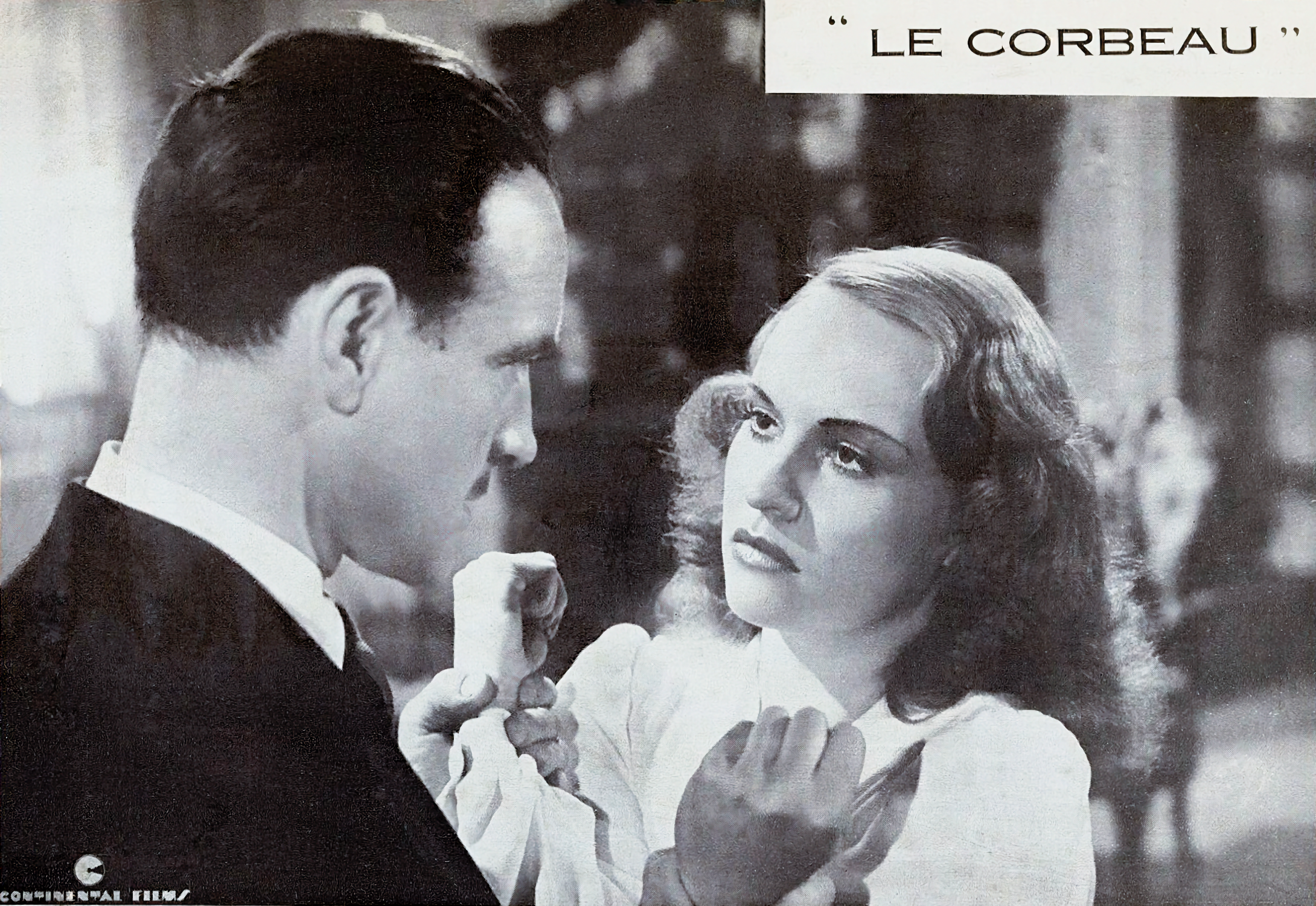
Pierre Fresnay et Ginette Leclerc dans le film.

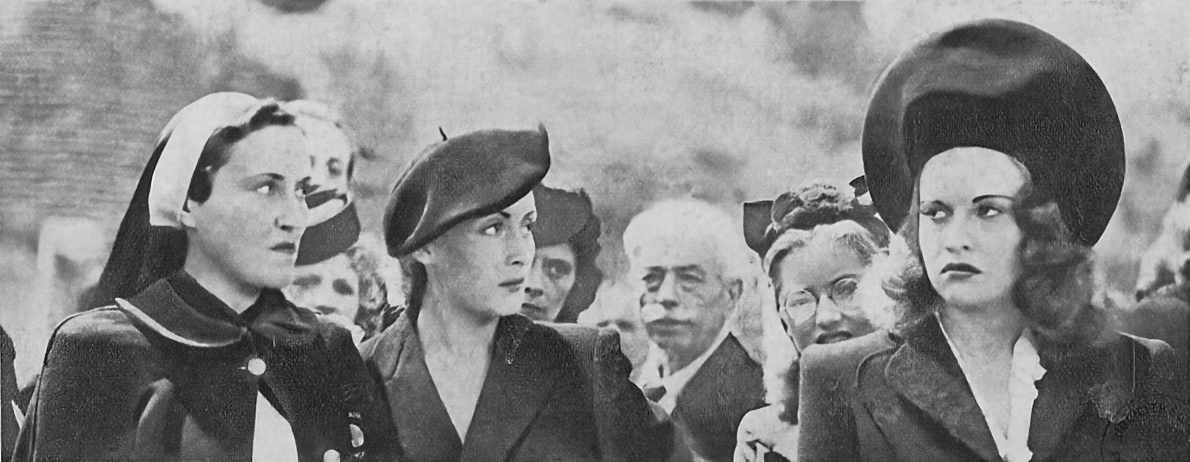
Héléna Manson, Micheline Francey et Ginette Leclerc dans le film (avec Liliane Maigné en arrière-plan).

- Pierre Fresnay : le docteur Rémy Germain (de son vrai nom Dr Germain Monate)
- Ginette Leclerc : Denise Saillens, la sœur du directeur de l'école
- Pierre Larquey : le docteur Michel Vorzet, psychiatre et mari de Laura
- Micheline Francey : Laura Vorzet, assistante sociale et épouse de Michel
- Héléna Manson : Marie Corbin, infirmière et sœur de Laura Vorzet
- Noël Roquevert : Saillens, le directeur de l'école, père de Rolande et frère de Denise
- Liliane Maigné : Rolande Saillens, la postière et nièce de Denise Saillens
- Pierre Bertin : le sous-préfet
- Roger Blin : François, le cancéreux (lit no 13)
- Antoine Balpêtré : le docteur Delorme, directeur de l'hôpital
- Louis Seigner : le docteur Bertrand, un confrère du docteur Germain
- Jean Brochard : Bonnevie, l'économe de l'hôpital
- Bernard Lancret : le substitut Delorme, fils du directeur de l'hôpital
- Sylvie : la mère de François
- Jeanne Fusier-Gir : la mercière
- Robert Clermont : M. de Maquet
- Pierre Palau : le receveur des postes
- Marcel Delaître : le dominicain

Et, parmi les acteurs non crédités :
- Paul Barge : un homme du village
- Lucienne Bogaert : la femme voilée qui cherche à piéger le docteur Germain
- Albert Brouett : un suspect
- Marie-Jacqueline Chantal : une suspecte
- Pâquerette : une suspecte
- Eugène Yvernès : un suspect
- Nicole Chollet : la bonne du docteur Vorzet
- Étienne Decroux : le garçon du cercle
- Gustave Gallet : Fayolle
- Palmyre Levasseur : une commère du village
- Albert Malbert : le suisse de l'église.

## Production

### Inspiration du scénario: l'affaire de Tulle
De 1917 à 1922, une épidémie de 110 lettres anonymes s'abat sur le centre-ville de Tulle qui compte à l'époque 13 000 habitants. Glissées dans les paniers des ménagères, abandonnées sur les trottoirs, les rebords des fenêtres et jusque sur les bancs des églises ou dans un confessionnal, ces dizaines de lettres qui dénoncent l'infidélité des uns, la mauvaise conduite des autres alimentent toutes les conversations et inquiètent les habitants.
En décembre 1917, une employée de la préfecture, Angèle Laval, reçoit la première lettre anonyme sur son bureau, qui calomnie son supérieur, le Chef de bureau Jean-Baptiste Moury. Moury, célibataire, entretient une maîtresse dont il a eu un enfant naturel, mais qu'il compte quitter pour épouser Marie Antoinette Fioux, une sténodactylo qu'il vient d'engager. Peu à peu, une atmosphère de suspicion recouvre la ville : quel est donc ce mystérieux délateur anonyme, et que cherche-t-il ?
Auguste Gibert, un greffier du Conseil de la Préfecture, reçoit deux lettres anonymes signées « Madame Gibert » (sa femme) le 24 novembre 1921. Terrassé, il perd la raison, est interné et meurt au cours d'une crise de démence le 24 décembre 1921 après s'être accusé d'être l'auteur des lettres pour ne pas voir sa femme incriminée à tort. Dès lors, l'enquête policière s'accélère et la presse nationale se précipite à Tulle à la recherche d'un fait divers susceptible de passionner autant les Français que le procès de Landru, qui vient de s'achever.
Le premier juge d’instruction, François Richard, dépité d'avoir un dossier vide, va jusqu'à faire participer les témoins à des séances d'hypnose dans son bureau. Avec l'accord du Procureur général, une souscription organisée auprès des habitants de Tulle permet d'engager à titre onéreux le meilleur expert graphologue de l'époque : Edmond Locard. Une dictée collective, réalisée le 16 janvier 1922 par Edmond Locard, permet d'identifier la coupable, qui met très longtemps à rédiger sa dictée. À force de lui faire récrire plusieurs pages, elle ne peut plus maquiller son écriture : il s'agit d'Angèle Laval qui, à 34 ans, désespère de se marier. Vierge, pieuse et vivant seule avec sa mère, elle est amoureuse de Jean-Baptiste Moury, mais, lorsque ce dernier l’invite à un vin d’honneur pour célébrer son mariage avec Marie Antoinette Fioux, elle accélère sa campagne de lettres ordurières et diffamatoires. Selon le rapport de Locard, quelques-unes de ces lettres sont peut-être également écrites par sa mère.
Placée jusqu'à son procès dans des asiles d'aliénés pour y être examinée, elle est déclarée responsable pénalement par les psychiatres qui réclament cependant les circonstances atténuantes pour cette femme manipulatrice, qui subit l'opprobre de toute la ville.
À l'issue du procès en correctionnelle qui a lieu à Tulle, elle est condamnée le 20 décembre 1922 à un mois de prison avec sursis et 200 francs d’amende, pour diffamation et injures publiques. Refusant d'avouer et devant indemniser les parties civiles, elle fait appel, mais le premier jugement est confirmé. Celle que la presse a nommée « le corbeau » retourne vivre dans son immeuble, restant cloîtrée et aidée financièrement par son frère, jusqu'à son décès à l'âge de 81 ans.
L'auteur des lettres anonymes signait « L'œil de Tigre », et pas d'un dessin de corbeau, comme dans le film de Clouzot. Un journaliste du Matin, dans son édition du 5 décembre 1922, décrit l'accusée sur les bancs du tribunal en ces termes : « elle est là, petite, un peu boulotte, un peu tassée, semblable sous ses vêtements de deuil, comme elle le dit elle-même, à un pauvre oiseau qui a replié ses ailes. ». Si le journaliste n'emploie pas le mot « corbeau », la description y fait penser. Chavance et Clouzot choisissent donc le corbeau, oiseau de mauvais augure, comme signature des lettres anonymes, ainsi que pour le titre du film, mais ils s'inspirent aussi peut-être de la réputation de dénonciateur de ce corvidé (pendant la chasse au renard à la période médiévale, il avertissait les chasseurs de la présence du goupil par ses cris) ; l'expression s'est répandue depuis.
En plus du film de Clouzot, cette affaire a aussi inspiré Jean Cocteau pour sa pièce de théâtre, La Machine à écrire, en 1941.

### Pré-production
Alfred Greven, directeur de la Continental Films et patron du cinéma français sous l'Occupation, a pour mission de produire des films de divertissement de qualité, dans un « esprit français », et desquels toute allusion politique est proscrite. Mais il souhaite lancer des films capables de concurrencer ceux d'Hollywood et favorise la liberté d'exploiter des scénarios livrant une vision particulièrement sombre de la société française.
C'est dans cette optique qu'il se tourne vers de nouveaux talents, puisqu'une partie de la profession s'est exilée. Il repère ainsi un jeune scénariste, Clouzot qui est nommé en 1941 directeur du département scénario de la Continental. Ce dernier s'associe avec Louis Chavance qui a écrit en 1932 un scénario intitulé L'Œil de serpent s'inspirant d'un fait divers réel survenu au début des années 1920, l'affaire du corbeau de Tulle. Mais le projet était resté en sommeil, car il faisait peur aux producteurs, et c'est finalement la Continental qui l'achète, grâce à Clouzot, spécialiste des films policiers, qui voit dans ce manuscrit un thriller bien agencé. Clouzot réécrit en grande partie le scénario (signant seul les dialogues) et convainc Greven de produire le film et de le choisir comme réalisateur (pour la Continental il avait déjà réalisé L'assassin habite au 21 sorti en 1942).

### Tournage
Clouzot entreprend le début du tournage le 10 mai 1943 dans le village de Montfort-l’Amaury, mais le contexte politique et moral a fondamentalement changé avec l'Occupation. Le fait divers original prend la dimension, avec la guerre, d'une « réussite de circonstance », selon le critique Roger Régent, si bien que le film ne plaît pas du tout à Greven.
Deux jours avant la sortie triomphale du Corbeau à Paris le 28 septembre 1943, Clouzot quitte la Continental en claquant la porte.

## Interdiction et critiques
Le film est interdit à la Libération. La thématique de la lettre anonyme est en effet vue comme une évocation de la délation, très pratiquée dans les années 1940. En outre, le film est produit par le studio Continental Films, une compagnie de production financée par des capitaux allemands durant l'Occupation.
Pour les détracteurs de Clouzot, le film est donc un acte de collaboration, tant l'image qu'il donne des Français est sombre. Cette noirceur du film et le portrait sans concession des villageois, parfois emportés par une hystérie collective, frappent les spectateurs. À ce titre, le film est salué comme un chef-d'œuvre à sa sortie en 1943, mais très vite il est violemment attaqué pour son immoralité et pour cette peinture noire de la France, qui peut servir ainsi la propagande nazie. Georges Sadoul, célèbre critique de cinéma de sensibilité communiste, écrit qu'on y voit l'influence de Mein Kampf. Cette dernière remarque à l'emporte-pièce extraite d'une revue, ne reflète pas ce que l'on peut lire à la page 290 dans la 9e édition de l'Histoire du cinéma mondial de Georges Sadoul aux éditions Flammarion : « Le Corbeau séduisit vraisemblablement à l'origine le réalisateur par l'ingéniosité d'une intrigue qui permettait de soupçonner chaque habitant d'une petite ville d'être l'auteur de meurtrières lettres anonymes. De multiples influences se manifestaient dans cette œuvre expressionniste : Stroheim, Sternberg, René Clair et surtout l'école naturaliste d'avant 1940. Mais...la morale du corbeau voulait, en décrivant les « braves gens » capables des pires canailleries, démontrer que le bien et le mal sont dans chaque homme... La presse clandestine dénonça violemment Le Corbeau,...On renonça à cette généralisation qui dépassait l'intention des auteurs,... ». Puis plus loin « La technique du Corbeau était en effet supérieure à sa morale. Clouzot, qui s'y montrait perméable aux influences, se révélait aussi comme un remarquable créateur d' « atmosphères » et comme l'héritier de certaines traditions de la peinture impressionniste.»   
En mars 1944, dans la publication clandestine Les Lettres françaises, Georges Adam et Pierre Blanchar écrivent un article anonyme intitulé « Le corbeau est déplumé », duquel naît une rumeur : le film aurait été distribué en Allemagne sous le titre Une petite ville française, alors que la Tobis l'a refusé à cause de cette même noirceur que lui reprochent les résistants et que le visa d’exportation n'a en fait jamais été signé. Si Goebbels encourage la distribution du film à l'étranger, les firmes de cinéma allemand font pression sur les films français devenus trop concurrentiels sur les marchés étrangers, et Le Corbeau ne sort qu'en Belgique et en Suisse.
Clouzot est défendu vigoureusement par Jacques Becker, Pierre Bost, le coscénariste de Douce, et Henri Jeanson, qui écrit un texte virulent intitulé Cocos contre Corbeau, où il compare le film à Zola et à Mirbeau. En fait, la lucidité sceptique de Clouzot, qui, avec son coscénariste Louis Chavance, prend parti pour Fresnay contre la délation, déclenche la haine aussi bien des conservateurs religieux de droite (thème central de l’avortement, que le personnage interprété par Pierre Fresnay est accusé de pratiquer) que d'une partie de la gauche (qui réclame des héros positifs et prône le réalisme socialiste).
À la Libération, contrairement à la plupart des autres salariés de la Continental Films, Clouzot échappe à la prison mais se voit frappé d'une suspension professionnelle à vie. Henri Jeanson écrit à Armand Salacrou, détracteur de Clouzot : « Mon cher, tu sais bien que Clouzot n'a pas plus été collabo que toi tu n'as été résistant ». Jean-Paul Le Chanois indique également avoir été protégé et employé par Clouzot sous un prête-nom à la Continental alors que, juif et communiste (son vrai nom est Jean-Paul Dreyfuss), il était activement recherché par l'Abwehr.
La détermination de ses défenseurs permet finalement à Clouzot de revenir à la réalisation en 1947 avec un film unanimement salué par le public et la critique : Quai des Orfèvres.

## Postérité

### Reprise
En 1951, Otto Preminger a réalisé une reprise du Corbeau intitulée La Treizième Lettre (The Thirteenth Letter). Charles Boyer en est la vedette aux côtés de Linda Darnell, Michael Rennie et Constance Smith. L'action y est transposée dans un village de la Montérégie au Québec. Ce film n'a semble-t-il jamais été distribué en France, où il n'aurait été présenté qu'à la Cinémathèque.

### Dans la culture populaire
Le film est une source d'inspiration pour le groupe de rap français Svinkels ; dans leur chanson Le Corbeau (de l'album Bons pour l'asile), l'histoire du film est reprise ainsi que certaines répliques, récrites à leur manière.
Le film a également inspiré une bande dessinée, Inspecteur Londubec : la cigogne marche sur des œufs aux Éditions du long bec (scénario Emmanuel Tredez- dessin & couleurs Stéphane Nicolet). Cette bande dessinée animalière reprend la trame de ce fait divers sur un ton humoristique.

### Le cas de l'affaire Grégory
La thématique du « corbeau » a été abondamment reprise en 1984 lors de l'affaire Grégory, en référence au mystérieux harceleur de la famille Villemin. L'identification de ce dernier, bien qu'elle n'ait jamais pu être effectuée concrètement, donna lieu à de nombreuses dictées sur le modèle de celle du film.
La série documentaire Grégory (2019) réalisée par la plateforme Netflix, met cette parenté en évidence, utilisant notamment de nombreux extraits du film de Clouzot ainsi que des mises en scène calquées sur le modèle de celles du Corbeau de 1943.

### Ouvrages
- Louis Chavance et Henri-Georges Clouzot, Le Corbeau, La Nouvelle Édition, 1948.
- Henri-Georges Clouzot, Le Corbeau, découpage intégral, L'avant-Scène Cinéma, no 186, 15 avril 1977.
- José-Louis Bocquet et Marc Godin, Henri-Georges Clouzot cinéaste, Sèvres, La Sirène, 1993, 159 p. (ISBN 978-2-840-45015-3, OCLC 412271765).
- (en) Judith Mayne, Le corbeau : (Henri-Georges Clouzot, 1943), London [England], I.B. Tauris & Co. Ltd, coll. « French film guides series », 2007, 1re éd., 114 p. (ISBN 978-0-755-69611-6 et 978-1-845-11370-4, OCLC 1128167788, lire en ligne).

### Article
- Pierre Billard, « Le Corbeau : histoire d'un chef-d'œuvre mal aimé du cinéma français », sur cinematheque.fr, magazine de la Cinémathèque française, 5 juillet 1999.

### Ressource radiophonique
- Fabrice Drouelle, « Le Corbeau - La légende noire d’Henri-Georges Clouzot » [audio], émission Affaires sensibles (53 min), France Inter, 17 novembre 2024 (rediffusion du 23 janvier 2018).

### Bande dessinée
- Antoine Quaresma, Francette Vigneron, L'œil de Tigre : Des lettres anonymes de Tulle au Corbeau de Clouzot, Maïade, 2017, 52p.   (ISBN 978-2-91651-235-8)